# Elmira Heights
Elmira Heights – wieś w Stanach Zjednoczonych, w stanie Nowy Jork, w hrabstwie Chemung.